# Concepción Arenal, la visitadora de presons
Concepción Arenal, la visitadora de presons és un telefilm espanyol del 2013 dirigida i coescrita per Laura Mañá. Ha estat produïda per Canal Sur, TV3 i TVG amb la cooperació de l'Institut Català de les Empreses Culturals, l'Institut de la Cinematografia i de les Arts Audiovisuals (ICAA), la Xunta de Galicia i l'Instituto de la Mujer. Fou emesa per primer cop a TV3 el 19 de desembre de 2012.

## Sinopsi
El 1863 l'advocada i escriptora Concepción Arenal és nomenada visitadora de presons, la primera dona nomenada en aquest càrrec, cinc anys abans de la revolució de 1868. En aquells anys, les execucions dels condemnats a mort eren públiques i es convertien en espectacles de masses, i la gent del carrer no tenia gaire bon concepte del sistema penitenciari.
Durant el seu mandat decideix visitar les presons de dones per tal de conèixer de primera mà la seva situació i procurar millor les seves precàries condicions de vida. A la primera presó que visita, a la Corunya, hi coneix la Petra, condemnada per assassinar els seus vuit fills i aïllada de la resta de presoneres, i la Florentina, que és violada sistemàticament. Això l'empenta a proposar canvis en les relacions de poder entre recluses i funcionaris de presons.

## Repartiment
- Blanca Portillo	...	Concepción Arenal
- Mabel Rivera	...	Juana de Vega
- Òscar Rabadán	...	Cabo Goyo Blanco
- Anna Casas	...	Petra Graña
- Pere Arquillué…	Garrido
- Xosé Barato	...	Jesús de Monasterio
- Concha Galán	...	Sor Eloísa
- Juanma Lara	...	Don Álvaro
- Diana Gómez	...	Florentina
- Luisa Merelas	...	Madre de Petra
- Isabel Naveira...	María

## Nominacions i premis
Premis Gaudí
| Any  | Categoria       | Receptor        | Resultat |
| ---- | --------------- | --------------- | -------- |
| 2014 | Millor telefilm | Blanca Portillo | Nominada |

Premis Mestre Mateo
| Any  | Categoria                        | Receptor                      | Resultat   |
| ---- | -------------------------------- | ----------------------------- | ---------- |
| 2012 | Millor actiu                     | Blanca Portillo               | Nominada   |
| 2012 | Millor actriu secundària         | Mabel Rivera                  | Guanyadora |
| 2012 | Millor direcció de producció     | Laura Cuevas i Toni Carrizosa | Nominats   |
| 2012 | Millor maquillatge i perruqueria | Yolanda Piña                  | Nomimada   |
| 2012 | Millor disseny de vestuari       | María Gil i Sonia Segura      | Guanyadora |